# Auchmis minoica
Auchmis minoica là một loài bướm đêm trong họ Noctuidae.